# Galasso Montefeltro
Galasso Montefeltro (nascut entre 1318 i 1378 - ?) va ser fill de Frederic II Paolo Novello Montefeltro i Teodora Gonzaga. Junt amb son germans Antoni II Montefeltro i Nolfo II Montefeltro va ser senyor d'Urbino del 1364 al 1369. Tenia dos germans més, Anna Montefeltro i Galasso Montefeltro. El 1371 va ser creat vicari pontifici perpetu de Cagli, però la va perdre al cap de poc enfront dels Gabrielli, fins que en va ser altre cop reconegut vicari el 19 d'abril de 1392.